# بينس بالوف
بينس بالوف (بالمجرية: Balogh Bence)‏ هو لاعب كرة قدم مجري، ولد في 4 أكتوبر 1991 في بودابست في المجر. لعب مع نادي فاساس.

## وصلات خارجية
- بينس بالوف على موقع قاعدة بيانات كرة القدم.إي يو (الإنجليزية)